# Es geht um Luis
Es geht um Luis ist ein Filmdrama von Lucia Chiarla. Im Film, der auf einem Theaterstück von Paco Bezerra basiert, spielen Max Riemelt und Natalia Rudziewicz ein dauergestresstes Ehepaar, das in einen Streit über gesellschaftliche Werte gerät, als sie erfahren, dass ihr zehnjähriger Sohn ein Mobbingopfer ist. Es geht um Luis feierte Anfang Oktober 2024 beim Zurich Film Festival seine Premiere. Der Kinostart in Deutschland erfolgte am 23. Januar 2025.

## Handlung
Die beiden Enddreißiger Constanze und Jens Brandt haben einen sehr stressigen Alltag. Sie legt sich ins Zeug, um an ihrem aktuellen Arbeitsplatz als Architektin fest angestellt zu werden. Jens arbeitet als Taxifahrer in Stuttgart lange Nacht- und Wochenendschichten. Die neue Konkurrenz EasyLane setzt ihn zusätzlich unter Druck. Sie sehen sich  praktisch nur noch im Taxi, wenn Jens Constanze nach Hause fährt. Als ihr zehnjähriger Sohn Luis Probleme in der Schule bekommt, stehen sie im Konflikt zwischen der Erfüllung gesellschaftlicher Konventionen und dem Versuch, ihren Sohn zu schützen.
Der Grund für das Mobbing ist der lilafarbene Schulrucksack von Luis, auf dem ein großes Glitzer-Einhorn prangt. Diese Nachricht passt so gar nicht in den stressigen Arbeitsalltag der Eltern. Die Probleme mit Luis in der Schule häufen sich. Er wird die Treppe heruntergeschubst, dann schubst er angeblich einen Mitschüler und wird daraufhin eine Woche suspendiert.

## Produktion

### Literarische Vorlage

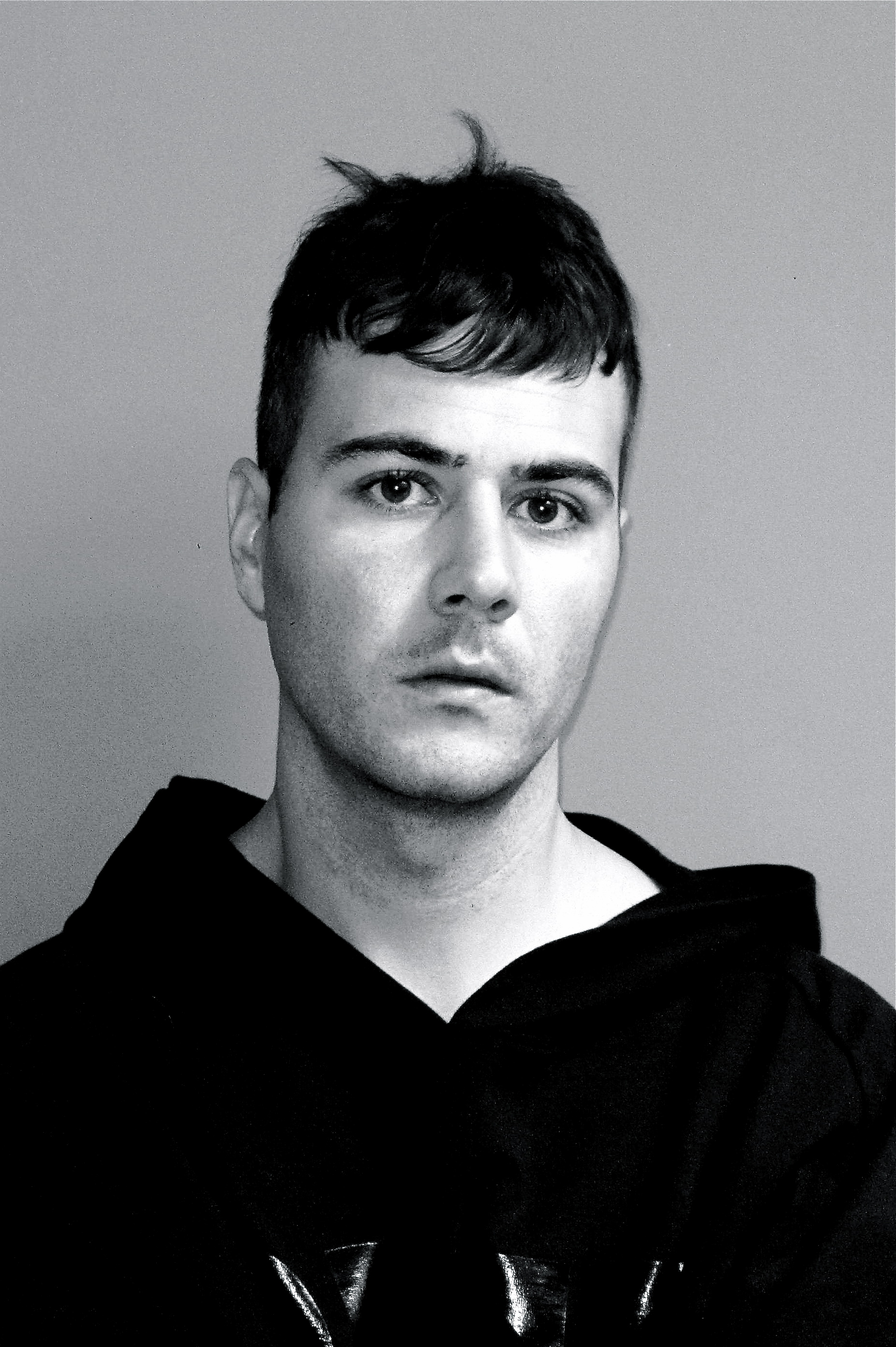
Der Film basiert auf dem Theaterstück El pequeño poni von Paco Bezerra

Bei Es geht um Luis handelt es sich um eine Verfilmung des Theaterstücks El pequeño poni von Paco Bezerra. In einer deutschen Übersetzung wurde es unter dem Titel Das kleine Pony veröffentlicht, in einer englischen unter dem Titel The Little Pony. Der Spanier beschäftigt sich darin mit den Themen Mobbing, Identität, sexuelle Orientierung und Bildung. Die Eltern heißen darin Jakob beziehungsweise Daniel und Irene, ihr Sohn, der in der Schule wegen seines knallrosa Lieblingsrucksacks voller kleiner Ponys gemobbt wird, Luis beziehungsweise Timmy.

### Filmstab und Besetzung
Regie führte die Italienerin Lucia Chiarla, die auch das auf Bezerras Stück basierende Drehbuch schrieb. Sie wurde in Genua geboren, ist auch als Schauspielerin tätig und lebt seit einiger Zeit in Berlin. Es geht um Luis ist Chiarlas zweiter Langfilm nach Reise nach Jerusalem. Wie bei ihrem Spielfilmdebüt arbeitete die Regisseurin mit der Filmeditorin Aletta von Vietinghoff zusammen.
Natalia Rudziewicz und Max Riemelt spielen Constanze und ihren Ehemann Jens Brandt.

### Filmförderung und Dreharbeiten
Die Mitteldeutsche Medienförderung gewährte eine Projektentwicklungsförderung in Höhe von 50.000 Euro und eine Produktionsförderung in Höhe von 550.000 Euro. Der Deutsche Filmförderfonds förderte Es geht um Luis mit 363.840 Euro. Von der Medien- und Filmgesellschaft Baden-Württemberg kam eine Produktionsförderung in Höhe von 400.000 Euro nebst einer Verleihförderung in Höhe von 18.000 Euro.
Die Dreharbeiten fanden von Ende Mai bis Anfang Juli 2023 an 28 Tagen in Stuttgart, Jena und Weimar statt. Als Kameramann fungierte Christoph Iwanow.

### Veröffentlichung
Die Premiere des Films war am 7. Oktober 2024 beim Zurich Film Festival. Am 4. Dezember 2024 eröffnete Es geht um Luis die Filmschau Baden-Württemberg. Der Kinostart in Deutschland war am 23. Januar 2025. Ebenfalls im Januar 2025 wurde der Film beim Filmfestival Max Ophüls Preis gezeigt.

## Auszeichnungen
Festa del Cinema di Roma 2024

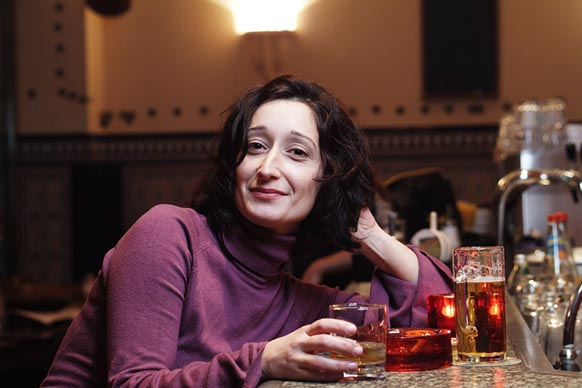
Regisseurin Lucia Chiarla

- Nominierung im Concorso Progressive Cinema[12]

Zurich Film Festival 2024
- Nominierung als Bester internationaler Film für das Goldene Auge[8]